# 截尾函數
在数学和计算机科学中，截尾（Truncation）是一個對小數點後數字數量的限制。

## 截尾和取整函數
下取整函數能為正整數截尾。對於任何数 {\displaystyle x\in \mathbb {R} _{+}}和 {\displaystyle n\in \mathbb {N} _{0}}（小數點后的位数），截尾函數被定義為：
{\displaystyle \operatorname {trunc} (x,n)={\frac {\lfloor 10^{n}\cdot x\rfloor }{10^{n}}}.}
然而，负数的截尾與下取整函數的捨入方向卻恰恰相反。截尾函數將數值向0捨入（即數字會更大），下取整函數卻向負無窮方向捨入（即數字會更小）。 对于任何數{\displaystyle x\in \mathbb {R} _{-}}，截尾函數則被定義為：
{\displaystyle \operatorname {trunc} (x,n)={\frac {\lceil 10^{n}\cdot x\rceil }{10^{n}}}}

## 截尾的原因
在計算機之中，當小數被轉換为一个整數時，由於整数類型无法储存的非整数的实数，小數便會被截尾。

## 代数中應用
截尾也可以經修改而适用于多项式。在这种情况下，多项式 P 的截尾可以被定義為n 次方或以下的項數之和。例如在泰勒級數之中，無限項之多項式便會被截尾。

## 另見
- 精算术
- 下取整函數
- 量化 (信号处理)
- 精确度 (计算机科学)
- 截尾 (统计)

## 連結
- Wall paper applet （页面存档备份，存于），一個可以顯示截尾誤差之網頁